# Lars Anvar Kolle
Lars Anvar Kolle, född 26 december 1970 i Norge, är en norsk travtränare och travkusk. Hans hemmabana är Jarlsberg Travbane i Tønsberg. Han är mest känd som travkusk och anlitas som "catch driver" av andra tränare, både på kallblods- och varmblodstravare. Han har kört hästar som Cokstile, Yarrah Boko, Patricia Hastrup, I Won't Dance och Bokli Eld.
Kolle tog sin första kuskseger 1990 med den egentränade hästen Kolvar. Säsongerna 1995–1998 blev han kuskchampion på Klosterskogen Travbane fyra gånger i rad. Den 6 juli 2016 tog han karriärens 3000:e kuskseger när han segrade med Löve Lomen på Momarken Travbane. Kolle blev därmed den 12:e norske travkusken genom tiderna att ha segrat i 3000 travlopp.
Han tog karriärens hittills största seger den 10 september 2017 då han vann Norskt Travderby med Cokstile. Tillsammans med Cokstile deltog han även i 2018 års upplaga av Elitloppet på Solvalla.

## Segrar i större lopp
| År   | Lopp                        | Häst          | Tränare             |
| ---- | --------------------------- | ------------- | ------------------- |
| 1997 | Norskt Mästerskap, varmblod | Express Sund  | Nina B. Brog        |
| 2003 | Energima Cup                | Millmaker     | Hans Tore Halland   |
| 2005 | Norskt Mästerskap, kallblod | Bokli Eld     | Dag Gihle           |
| 2006 | Norskt Mästerskap, kallblod | Bokli Eld     | Dag Gihle           |
| 2008 | Norskt Mästerskap, kallblod | Bokli Eld     | Dag Gihle           |
| 2010 | Axel Jensens Minneslopp     | I Won't Dance | Stig H. Johansson   |
| 2012 | Norskt Mästerskap, kallblod | Joker Elden   | Knut Haakenstad     |
| 2013 | Norskt Mästerskap, varmblod | Mr X.F. Royal | Trond Anderssen     |
| 2014 | Steinlagers Æresløp         | Mr X.F. Royal | Trond Anderssen     |
| 2017 | Norskt Mästerskap, ston     | I Love Paris  | Björn Goop          |
| 2017 | Norskt Travderby            | Cokstile      | Jan Kristian Waaler |